# 法伊夫山
法伊夫山（英語：Mount Fyfe）是南極洲的山峰，位於奧次地，處於奎斯特崖以北6公里，屬於地質學家嶺的一部分，海拔高度2,260米，由新西蘭探險隊發現，現時由南極條約體系管理。